# Tennistoernooi van Memphis
Het tennistoernooi van Memphis was een jaarlijks terugkerend tennistoernooi dat in Memphis (Tennessee) werd gespeeld.
Het toernooi bestond van 2002 tot en met 2013 uit twee delen:
- WTA-toernooi van Memphis, het toernooi voor de vrouwen
- ATP-toernooi van Memphis, het toernooi voor de mannen

In de periode tot en met 2001 werd het vrouwentoernooi georganiseerd in de stad Oklahoma – in Memphis vond toen alleen het mannentoernooi plaats. 
Ook van 2014 tot en met 2017 was er in Memphis alleen een mannentoernooi.
ATP-toernooi van Memphis – WTA-toernooi van Memphis

2002 · 2003 · 2004 · 2005 · 2006 · 2007 · 2008 · 2009 · 2010 · 2011 · 2012 · 2013